# Натальино (Хиславичский район)
Натальино — бывшая деревня в Хиславичском районе Смоленской области России.
Находилась в 2 верстах северо-западнее современной деревни Большие Лызки на левом берегу речки Лызка.

## История
В 1978 году деревни уже не существовало, в справочнике отмечено, что она числилась в списках только до 1965 года.
В 1993 году деревня считалась, как прекратившая существование деревня Корзовского сельсовета Хиславичского района.